# کوزمت
کوزمت (به فرانسوی: Kouzemt) یک منطقهٔ مسکونی در مراکش است که در استان شیشاوه واقع شده‌است. کوزمت ۴٬۵۴۰ نفر جمعیت دارد.